# 9884 Pribram
9884 Pribram este o planetă minoră (asteroid), cu un diametru de 4,686 km, din centura de asteroizi. A fost descoperită pe 12 octombrie 1994 la Observatorul Kleť de Miloš Tichý⁠(d) și a fost numită după Příbram. 
Obiectul prezintă o orbită caracterizată de o semiaxă mare de 2,3776207 UAi, o excentricitate de 0,14, o înclinație de 1,86276 ° în raport cu ecliptica.